# دانيال هاوس
دانيال هاوس (بالإنجليزية: Daniel House)‏ هو رائد أعمال وموسيقي أمريكي، ولد في 8 أغسطس 1961 في بيركيلي في الولايات المتحدة.

## وصلات خارجية
- الموقع الرسمي
- دانيال هاوس على موقع ميوزك برينز (الإنجليزية)
- دانيال هاوس على موقع ديسكوغز (الإنجليزية)